# Land Rover Freelander

O Freelander, também conhecido como LR2 a partir da sua segunda geração lançada em 2000, é um utilitário esportivo compacto produzido pela Land Rover desde 1996, quando a marca ainda pertencia ao Grupo BMW.
O novo Freelander 2 estabelece novos padrões no segmento dos 4x4 compactos de luxo e com abrangência de capacidades líder no segmento: ágil, dinâmico e confortável em estrada e excepcional fora de estrada. Disponível com dois novos motores, 3,2 litros i6 a gasolina e 2,2 litros TD4 diesel, que proporcionam uma conjugação sem igual de prestações desportivas, requinte e consumos de combustível reduzidos. O sistema Terrain Response™ – exclusivo da Land Rover – proporciona uma condução mais fácil fora de estrada e é o primeiro de uma longa lista de tecnologias avançadas, muitas delas estreias absolutas neste segmento.
O novo Freelander 2 redefine o segmento dos 4x4 compactos de luxo. A zona dianteira do veículo exprime uma afirmação de design vigorosa e confiante. Com um desempenho excepcional em estrada e fora de estrada, o novo Freelander 2 proporciona uma experiência de condução verdadeiramente única. Disponibilizado com o sistema exclusivo Terrain ResponseTM da Land Rover e a mais recente geração da tecnologia de Controlo de Descida de Declives (HDC), que é activado com elevada suavidade quando o condutor retira o pé do travão, melhorando o controlo do condutor durante a descida de declives inclinados com piso de aderência reduzida. Também ligado ao Controlo de Descida de Declives (HDC), o sistema Gradient Release Control da Land Rover assegura um arranque suave em declives inclinados, em subida ou descida. Estes, e todos os outros sistemas de controlo de estabilidade do novo Freelander 2, proporcionam uma excepcional abrangência de capacidades em estrada e fora de estrada.

## Galeria
- Primeira geração (1997-2006)
- Segunda geração (2006-2014)